# تصویر ذهنی (فیلم)
تصویر ذهنی (انگلیسی: Phantasm) فیلمی در ژانر ترسناک، علمی–تخیلی، و فانتزی است که در سال ۱۹۷۹ منتشر شد. از بازیگران آن می‌توان به ای. مایکل بالدوین اشاره کرد.

## خلاصه داستان
پسر جوانی به همراه دوستانش با یک سارق اسرارآمیز تابوت روبرو هستند که با خود اسلحه مرگبار و مرموزی را حمل می‌کند…